# Sono stato un agente C.I.A.
Sono stato un agente C.I.A. è un film del 1978, diretto da Romolo Guerrieri.

## Trama
Lester Horton è un ex agente della CIA che tenta invano una carriera di scrittore. Venuto a conoscenza dell'assassinio di un suo ex collega ad Atene, parte subito per la capitale greca in cerca di alcune memorie che il defunto aveva inciso su un nastro magnetico. All'arrivo però scopre che anche la stessa CIA è intenzionata a far scomparire quelle memorie, e perseguitato dall'organizzazione si rifugia a Rodi, ove incontra Anne, sua ex amante ora moglie del suo amico John Florio. L'organizzazione approda però sull'isola, e Florio finisce ucciso. A quel punto Horton è costretto a rifugiarsi assieme ad Anne, ma vengono raggiunti dal sicario Chiva, che uccide la ragazza. A questo punto Lester e Chiva si scontrano in un cruento duello sull'acropoli di Rodi, ma Horton riesce ad avere la meglio.